# Apsectrotanypus johnsoni
Apsectrotanypus johnsoni är en tvåvingeart som först beskrevs av Daniel William Coquillett 1901.  Apsectrotanypus johnsoni ingår i släktet Apsectrotanypus och familjen fjädermyggor. Inga underarter finns listade i Catalogue of Life.